# Cheirochelifer heterometrus
Cheirochelifer heterometrus är en spindeldjursart som först beskrevs av Ludwig Carl Christian Koch 1873.  Cheirochelifer heterometrus ingår i släktet Cheirochelifer och familjen tvåögonklokrypare. Inga underarter finns listade i Catalogue of Life.